# Dmitri Sadovnikov
Pour les articles homonymes, voir Sadovnikov.
Dmitri Nikolaïevitch Sadovnikov (en russe : Дмитрий Николаевич Садовников) né le 25 avril 1847 (7 mai dans le calendrier grégorien) à Simbirsk, mort le 19 décembre 1883 (31 décembre dans le calendrier grégorien) à Saint-Pétersbourg est un poète, folkloriste et ethnographe russe.  
Il est surtout connu comme l'auteur des paroles de la chanson Из-за острова на стрежень (aussi connue sous le titre Volga, Volga mat'rodnaya) contant l'histoire populaire et romancée du cosaque Stenka Razine.
Il a publié dans les Notes de la Société géographique russe impériale (1884, t. XII) des Contes et légendes de la région de Samara (Сказки и предания Самарского края), que Vladimir Propp a utilisés, parmi d'autres, dans son ouvrage Les Racines historiques du conte merveilleux (1946).